# 3320 Намба
3320 Намба (3320 Namba) — астероїд головного поясу, відкритий 14 листопада 1982 року.
Тіссеранів параметр щодо Юпітера — 3,486.
Названо на честь Намба (яп. なんば(難波) намба)